# De Bovenvecht
De Bovenvecht was een waterschap in de Nederlandse provincie Overijssel. Het waterschap ontstond in 1953 uit de waterschappen Anerveen, Het Beerzerveld, Het Bruchterveld, Holtheme, Radewijk en Baalder, De Meene, De Molengoot en Het Rheezer- en Diffelerveld. Naderhand werden nog enkele waterschappen toegevoegd, waaronder De Fortwijk in 1970.
In 1990 fuseerde het waterschap samen met Het Ommerkanaal tot het nieuwe waterschap De Vechtlanden.